# Natação no Campeonato Europeu de Esportes Aquáticos de 2016 - 400 m medley masculino
A prova dos 400 metros medley masculino da natação no Campeonato Europeu de Esportes Aquáticos de 2016 ocorreu no dia 22 de maio em Londres, no Reino Unido. 

## Calendário
| Fase          | Data       | Hora  |
| ------------- | ---------- | ----- |
| Eliminatórias | 22 de maio | 09:29 |
| Final         | 22 de maio | 16:40 |

Todos os horários estão no horário local (UTC+0)

## Recordes
Antes desta competição, os recordes eram os seguintes:
| Recorde mundial       | Michael Phelps | 4:03.84 | Pequim    | 10 de agosto de 2008 |
| Recorde europeu       | László Cseh    | 4:06.16 | Pequim    | 10 de agosto de 2008 |
| Recorde do campeonato | László Cseh    | 4:09.59 | Eindhoven | 24 de março de 2008  |

## Medalhistas
| Ouro                  | Prata              | Bronze                 |
| Dávid Verrasztó (HUN) | Richárd Nagy (SVK) | Federico Turrini (ITA) |

## Resultados

### Eliminatórias
Esses foram os resultados das eliminatórias. 
| Pos. | Bateria | Raia | Nadador              | Nacionalidade | Tempo   | Notas |
| ---- | ------- | ---- | -------------------- | ------------- | ------- | ----- |
| 1    | 5       | 4    | Dávid Verrasztó      | Hungria       | 4:14.49 | Q     |
| 2    | 5       | 5    | Max Litchfield       | Reino Unido   | 4:15.06 | Q     |
| 3    | 4       | 2    | Richárd Nagy         | Eslováquia    | 4:15.79 | Q     |
| 4    | 4       | 4    | Federico Turrini     | Itália        | 4:17.13 | Q     |
| 5    | 5       | 1    | Gal Nevo             | Israel        | 4:17.20 | Q     |
| 6    | 4       | 3    | Gergely Gyurta       | Hungria       | 4:17.76 | Q     |
| 7    | 5       | 6    | Benjámin Grátz       | Hungria       | 4:18.49 |       |
| 8    | 5       | 2    | Alexander Osipenko   | Rússia        | 4:18.88 | Q     |
| 9    | 4       | 8    | Semen Makovich       | Rússia        | 4:19.39 | Q     |
| 10   | 4       | 1    | Alexis Santos        | Portugal      | 4:19.82 |       |
| 11   | 4       | 7    | Kevin Wedel          | Alemanha      | 4:19.83 |       |
| 12   | 4       | 0    | Pavel Janeček        | Chéquia       | 4:20.52 |       |
| 13   | 5       | 7    | Marc Sanchez Torrens | Espanha       | 4:20.87 |       |
| 14   | 5       | 3    | Luca Marin           | Itália        | 4:20.99 |       |
| 15   | 5       | 8    | Etay Gurevich        | Israel        | 4:21.08 |       |
| 16   | 3       | 2    | Maksym Shemberev     | Azerbaijão    | 4:21.54 |       |
| 17   | 5       | 0    | Jeremy Desplanches   | Suíça         | 4:21.82 |       |
| 18   | 3       | 9    | Christoph Meier      | Liechtenstein | 4:21.87 |       |
| 19   | 3       | 6    | Adam Paulsson        | Suécia        | 4:23.01 |       |
| 20   | 4       | 6    | Joan Lluís Pons      | Espanha       | 4:23.33 |       |
| 21   | 4       | 5    | Daniel Wallace       | Reino Unido   | 4:23.37 |       |
| 22   | 3       | 5    | Ioannis Drymonakos   | Grécia        | 4:23.68 |       |
| 23   | 2       | 5    | Patrick Stäber       | Áustria       | 4:23.94 |       |
| 24   | 3       | 1    | Alpkan Örnek         | Turquia       | 4:24.61 |       |
| 25   | 1       | 3    | Andrey Zhilkin       | Rússia        | 4:25.41 |       |
| 26   | 4       | 9    | Raphaël Stacchiotti  | Luxemburgo    | 4:25.68 |       |
| 27   | 2       | 6    | Ganesh Pedurand      | França        | 4:25.78 |       |
| 28   | 3       | 0    | Sebastian Steffan    | Áustria       | 4:26.28 |       |
| 29   | 3       | 7    | Mykhailo Romanchuk   | Ucrânia       | 4:27.08 |       |
| 30   | 2       | 3    | Tomas Veloso         | Portugal      | 4:27.25 |       |
| 31   | 3       | 3    | Nicolas D'Oriano     | França        | 4:27.54 |       |
| 31   | 3       | 8    | Kristian Kron        | Suécia        | 4:28.02 |       |
| 32   | 2       | 4    | Osvald Nitski        | Estónia       | 4:28.58 |       |
| 33   | 2       | 2    | Nikola Dimitrov      | Bulgária      | 4:29.05 |       |
| 34   | 2       | 7    | Pavol Jelenák        | Eslováquia    | 4:29.17 |       |
| 35   | 2       | 9    | Illya Teslenko       | Ucrânia       | 4:29.76 |       |
| 36   | 2       | 8    | Tim Slanschek        | Suíça         | 4:31.89 |       |
| 37   | 2       | 1    | Luca Pfyffer         | Suíça         | 4:33.07 |       |
| 38   | 1       | 5    | Silver Hein          | Estónia       | 4:33.31 |       |
| 39   | 2       | 0    | Alvi Hjelm           | Ilhas Feroé   | 4:42.81 |       |
| 40   | 3       | 4    | Jakub Maly           | Áustria       | DSQ     | DSQ   |
| 40   | 1       | 4    | Martin Liivamägi     | Estónia       | DNS     | DNS   |
| 40   | 5       | 9    | Diogo Carvalho       | Portugal      | DNS     | DNS   |

### Final
Esse foi o resultado da final. 
| Pos.              | Raia | Nadador            | Nacionalidade | Tempo   | Notas |
| ----------------- | ---- | ------------------ | ------------- | ------- | ----- |
| Medalha de ouro   | 4    | Dávid Verrasztó    | Hungria       | 4:13.15 |       |
| Medalha de prata  | 3    | Richárd Nagy       | Eslováquia    | 4:14.16 |       |
| Medalha de bronze | 6    | Federico Turrini   | Itália        | 4:14.74 |       |
| 4                 | 7    | Gergely Gyurta     | Hungria       | 4:14.94 |       |
| 5                 | 5    | Max Litchfield     | Reino Unido   | 4:15.10 |       |
| 6                 | 1    | Alexander Osipenko | Rússia        | 4:18.07 |       |
| 7                 | 2    | Gal Nevo           | Israel        | 4:18.94 |       |
| 8                 | 8    | Semen Makovich     | Rússia        | 4:19.31 |       |

Legenda
| Recorde mundial       | Recorde mundial (World record)               |                       | Recorde africano                      | Recorde africano (African) |                                           | Q | Classificado por posição (Qualified) |
| Recorde do campeonato | Recorde do campeonato (Championship record)  | Recorde da América    | Recorde da América (Americas)         | q                          | Classificado por melhor tempo (Qualified) |   |                                      |
| Melhor marca do ano   | Melhor marca do ano (World leading)          | Recorde asiático      | Recorde asiático (Asian)              | DNS                        | Não largou (Did not start)                |   |                                      |
| Recorde nacional      | Recorde nacional (National record)           | Recorde europeu       | Recorde europeu (European)            | DNF                        | Não terminou (Did not finish)             |   |                                      |
| Recorde pessoal       | Recorde pessoal do atleta (Personal best)    | Recorde da Oceania    | Recorde da Oceania (Oceania)          | DSQ / DQ                   | Desclassificado (Disqualified)            |   |                                      |
| Recorde da temporada  | Recorde da temporada do atleta (Season best) | Recorde sul-americano | Recorde sul-americano (South America) | NM                         | Sem marca (No mark)                       |   |                                      |